# Cacteae
Cacteae es una tribu perteneciente a la familia Cactaceae en la subfamilia Cactoideae. 

## Descripción
Las especies de Cacteae son esféricas y se producen solitarias o agrupadas. Su tamaño varía desde enana (Turbinicarpus) a enormes (Ferocactus). Con el tallo estriado (Echinocactus), areolas de apoyo (Coryphantha) o acanalados. El tamaño y la forma de las areolas varían de largo. Las areolas son de forma ovalada, como una cinta, acanaladas o dimórficas. El tamaño de las flores es pequeño a mediano, regular y con frecuencia bilateralmente simétricas, las cuales aparecen por debajo de la punta y se abren durante el día. Los frutos son carnosos y jugosos, como bayas. Las semillas son pequeñas para grandes, y variables tanto en la forma y la estructura, como en la superficie de la cáscara.

## Distribución
La tribu Cacteae se encuentra en Norteamérica, las Antillas y el norte de Sudamérica, siendo su centro de dispersión México.

## Géneros
Tiene los siguientes géneros: Acharagma - Ariocarpus - Astrophytum - Aztekium - Chichimecactus - Coryphantha - Digitostigma - Echinocactus - Echinomastus - Epithelantha - Escobaria - Ferocactus - Geohintonia - Kadenicarpus - Kroenleinia - Leuchtenbergia - Lophophora - Mammillaria - Mammilloydia - Neolloydia - Obregonia - Ortegocactus - Pediocactus - Pelecyphora - Rapicactus - Sclerocactus - Stenocactus - Strombocactus - Thelocactus - Turbinicarpus